# Otomeria lanceolata
Otomeria lanceolata är en måreväxtart som beskrevs av William Philip Hiern. Otomeria lanceolata ingår i släktet Otomeria och familjen måreväxter. Inga underarter finns listade i Catalogue of Life.